# Kopalnia Kleine Helene
Kopalnia Kleine Helene – kopalnia węgla kamiennego w obecnych Katowicach, w rejonie dzisiejszej ulicy Załęska Hałda w dzielnicy Załęska Hałda-Brynów część zachodnia, funkcjonująca samodzielnie od 1842 roku do 1847.

## Położenie
Pole górnicze znajdowało się w Załężu, sąsiadowało z nadaniami Charlotte, Victor, Cleophas, Arcoma i Neu Beate. W pobliżu znajdowała się huta cynku Viktor. Między budynkiem cechowni a leżącą w pobliżu kolonią Załęska Hałda biegła polna droga, dziś ulica Dobrego Urobku.

## Historia
Szyb znaleźczy o głębokości 20,9 metrów został zgłębiony w 1842 roku. Drugi szyb, Antonie, miał głębokość 25 metrów. Za jego pośrednictwem wydobywano węgiel z pokładu Charlotte. Królewski Wyższy Urząd Górniczy we Wrocławiu (Königlich Oberbergamt zu Breslau) nadał pole górnicze 25 września 1843, co zostało potwierdzone przez władze w Berlinie 7 października tego samego roku. Głównym właścicielem kopalni było gwarectwo, w którym zasiadali Aleksander Fryderyk von Bally i jego żona Józefina z domu Wallhofen, bankier Schutze oraz J. August Krauske – posiadali 90 kuksów. Kolejny szyb, Peppi, głęboki na 25,4 metra uruchomiono w latach 1844-1845. Nadanie powiększono do powierzchni 120 tys. m² 5 (lub 8) października 1844. Zanotowane w tym roku wydobycie wyniosło 5,3 tys. ton węgla. Prace przerwano w 1847 roku.
Przez kolejne lata następowały częste zmiany stosunków własnościowych. Od 1906 roku dyrektor generalny dóbr księcia Christiana Hohenlohego, Alfred Scheller, próbował nabyć od udziałowców kopalni prawa do wydobycia. Proces zakończył się w 1930 roku, kiedy Zakłady Hohenlohego stały się jedynym właścicielem Kleine Helene, dołączonej do skonsolidowanej kopalni Oheim.
W 1937 roku Wyższy Urząd Górniczy zmienił nazwę pola na Brynów VII. Podczas II wojny światowej władze niemieckie przywróciły nazwę Kleine Helene. 9 lutego 1948 roku ponownie nadano nazwę Brynów VII.